# Trey Johnson
Clinton Fihnoir Johnson III, detto Trey (Jackson, 30 agosto 1984), è un ex cestista e allenatore di pallacanestro statunitense naturalizzato qatariota, professionista nella NBA, in Europa e in Asia.

## Carriera
Terminati gli studi presso l'Alcorn State University e presso la Jackson State University, cerca subito la strada dell'NBA ma i New Orleans Hornets lo tagliano in preseason.
A novembre vola quindi in Serbia, dove è ingaggiato dall'Hemofarm Vršac: il tempo di disputare 6 partite di Lega Adriatica e 5 di ULEB Cup e fa ritorno negli States, nella lega di sviluppo D-League con i Bakersfield Jam, fin quando nel febbraio 2009 firma un contratto a tempo con i Cleveland Cavaliers, debuttando così in NBA. Terminata questa esperienza, torna ai Bakersfield Jam.
Inizia poi la stagione 2009-10 in Francia al Gravelines giocando anche in EuroChallenge, poi ancora ai Bakersfield Jam ed infine ad aprile 2010 arriva la parentesi nella Serie A italiana alla Pallacanestro Biella.
Dopo una summer league coi Los Angeles Clippers e la preseason coi Los Angeles Lakers, vive l'ennesima esperienza con i Bakersfield Jam in D-League; durante la fase finale della stagione torna ai Lakers in NBA, segnando 6 punti nell'unica partita disputata in maglia gialloviola.
Dopo una sfortunata parentesi estiva con Teramo, caratterizzata da una lesione del retto femorale che gli impedisce di giocare, l'8 novembre 2011 Trey Johnson lascia la squadra italiana per firmare con i New Orleans Hornets, con cui esordisce il 16 dicembre nella partita contro i Memphis Grizzlies. Il 27 gennaio 2012 viene tagliato dalla franchigia della Louisiana dopo aver giocato 11 partite in NBA con la media di 1,9 punti, 1,1 rimbalzi e 5,5 minuti a partita.

## Palmarès
- SWAC Tournament Champion: 1

Jackson State Tigers: 2007
- SWAC Tournament MVP: 2007
- All-SWAC Player of the Year: 2007
- All-NBDL Second Team: 2009
- Partecipa all'NBDL All-Star Weekend: 2009
- All-NBDL First Team (2011)
- Miglior marcatore NBDL (2011)